# Johann Albert Roetig
Johann Albert Roetig, auch Rötig genannt (* 1718 in Hachenburg; † 1787 ebenda), war ein deutscher Uhrmacher.
Johann Albert wurde im Jahr 1718 geboren und ist der erste bezeugte Hachenburger Uhrmacher der „Uhrmacher-Dynastie Roetig“. Er war mit Anna Christina, geborene Bitzer, verheiratet.
Johann Albert Roetig starb 1787 in seiner Heimatstadt im Alter von 69 Jahren und hinterließ sechs Kinder.
Sein Sohn Johann Anton geb. 11. Januar 1750 war ebenfalls Uhrmacher und setzte damit die Tradition der Familie fort.
Vermutlich ist die im National technischen Museum in Prag befindliche Cercle-Tournant-Uhr ein Werk Johann Alberts. Von ihm stammt wohl auch eine Standuhr aus dem Jahr 1783 mit dem Signaturschild „JA Rötig 1783“, die sich im Privatbesitz in Hachenburg befindet.